# NGC 902
NGC 902 је спирална галаксија у сазвежђу Кит која се налази на NGC листи објеката дубоког неба.
Деклинација објекта је - 16° 40' 44" а ректасцензија 2h 22m 21,8s. Привидна величина (магнитуда) објекта NGC 902 износи 14,0 а фотографска магнитуда 14,8. NGC 902 је још познат и под ознакама MCG -3-7-5, PGC 9021.